# Renault 6
El Renault 6 es un automóvil de turismo producido por el fabricante francés Renault entre los años 1968 y 1986. Fue presentado en el Salón del Automóvil de París de 1968. Con este modelo se pretendía cubrir el segmento en el que competía el Citroën Ami, y Citroën Dyane partiendo de la plataforma del Renault 4 (con el que compartía la mayoría de las soluciones técnicas).

## Historia

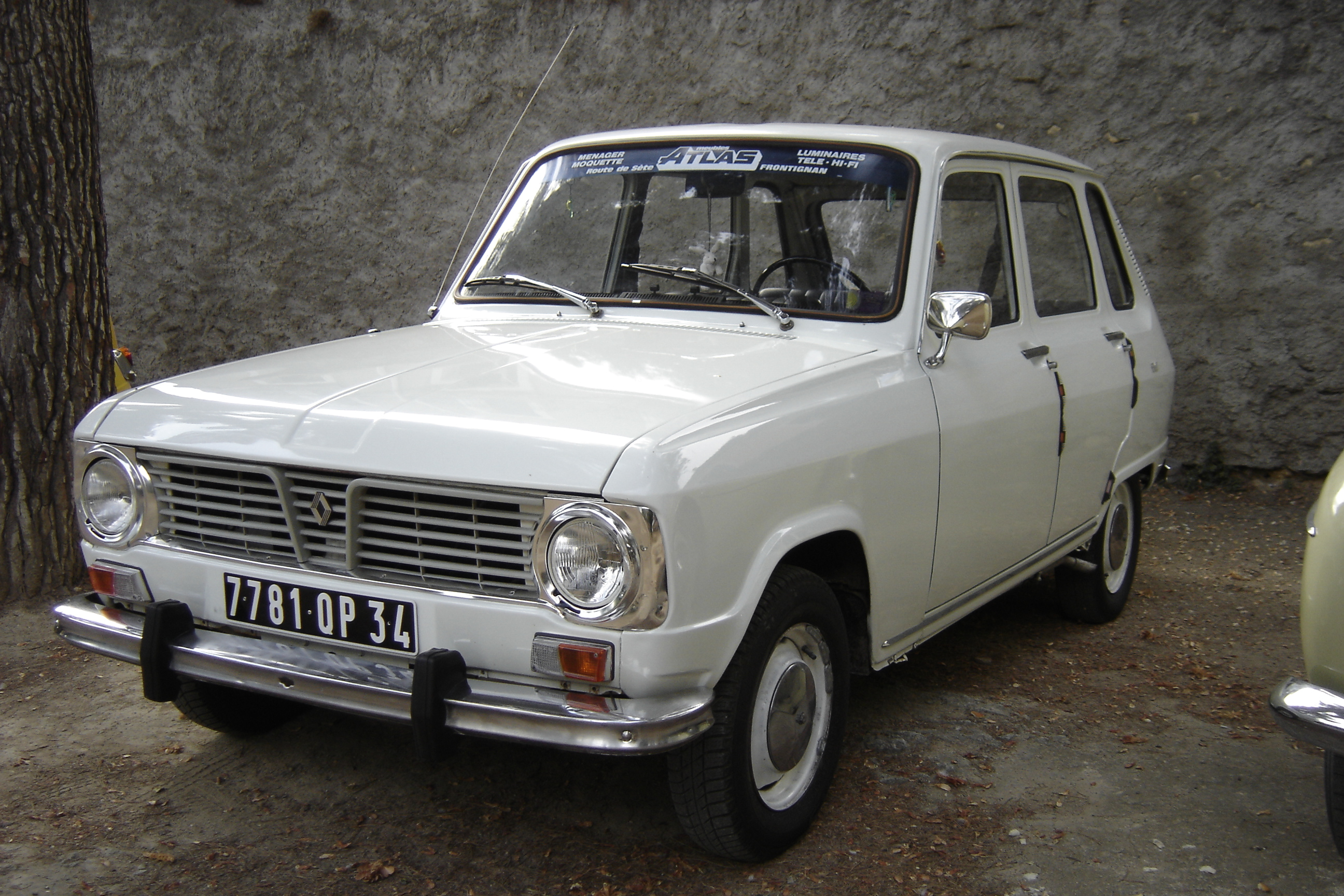
Primera serie del Renault 6 (1968-1974).

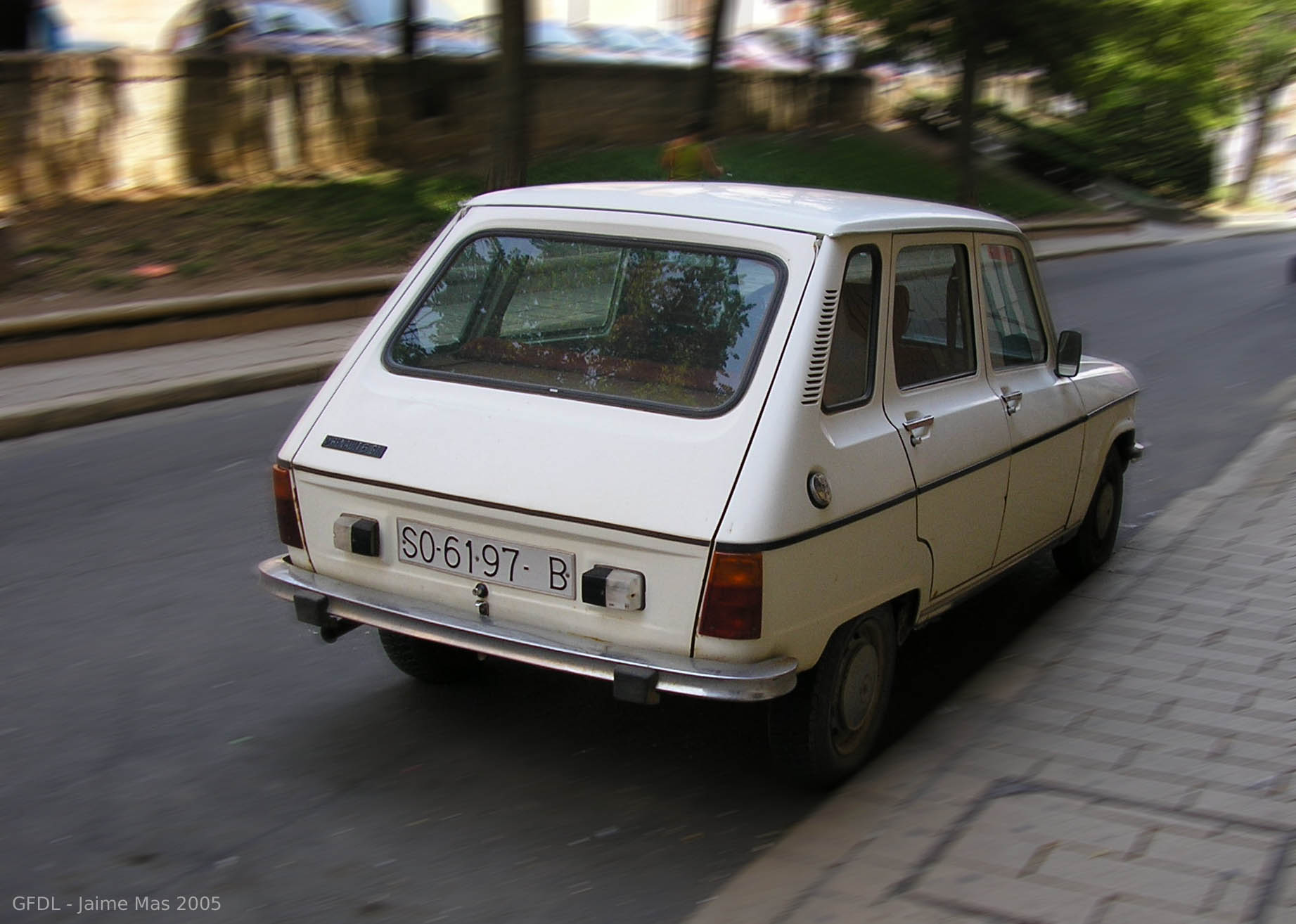
Renault 6 GTL fabricado por FASA (vista posterior).

El diseño del Renault 6 estaba basado en el del Renault 16, presentado en 1965, el cual era innovador en el concepto de versatilidad, permitiendo varios usos gracias al diseño de su carrocería y de los asientos, pudiendo convertirse en un eventual vehículo para transportar mercancías pequeñas. El asiento trasero del Renault 6 podía ser plegado hacia adelante, dejando libre una plataforma muy amplia y completamente lisa, con unas dimensiones de 1,02 x 1,08 metros, ofreciendo así un amplio espacio de carga con 900 dm³.
Durante sus primeros años de producción, el Renault 6 utilizaba el «motor Billancourt» de 845 cc igual al del Renault Dauphine, lo cual no era muy adecuado ya que la potencia resultaba insuficiente para impulsar el vehículo. Sin embargo, en 1970 fue presentada la versión TL con un «motor Cléon-Fonte» de 1.108 cc, ya utilizado antes en el Renault 8, que supuso un notable avance para el modelo. Además incorporaba una nueva caja de cambios y sistema de refrigeración, así como frenos de disco en el eje delantero. En España se montó, sin embargo, el «motor Cléon-Fonte» de 956 cc del Renault 8 español, debido al sistema impositivo que gravaba los vehículos con motores de más de 1.040 cc. Más tarde fue incorporado un ventilador eléctrico, lo cual permitió el traslado del radiador junto a la calandra delantera, a la que se aplicó una rejilla adicional en el alojamiento que se había usado en el modelo anterior para colocar la matrícula delantera. Este cambio mejoró sustancialmente la refrigeración del motor. La estructura fue basada en el chasis del Renault 4, así como su sistema de suspensión con barra de torsión (el cual proporcionaba las ventajas de una utilización «todo camino»). La carrocería, al igual que la del Renault 4, iba atornillada al bastidor.
La reestilización de 1974 incluyó unos faros delanteros cuadrados y cambios en la calandra, defensas, pilotos delanteros (siendo colocados en la defensa), y traseros.
El Renault 6 dejó de fabricarse en Francia en 1980, pero su producción siguió en Argentina, Colombia, y España durante algunos años más.

## Versiones
| Periodo                        | 1968-1976             | 1976-1979             | 1970-1980            |           |           |           |           |           |           |           |           |           |           |           |           |
| Tipo de motor                  | L4 8v, carburación    | L4 8v, carburación    | L4 8v, carburación   |           |           |           |           |           |           |           |           |           |           |           |           |
| Identificación del motor       | 800-02                | B1B                   | 688                  |           |           |           |           |           |           |           |           |           |           |           |           |
| Diámetro x carrera             | 58.0 mm x 80.0 mm     | 58.0 mm x 80.0 mm     | 70.0 mm x 72.0 mm    |           |           |           |           |           |           |           |           |           |           |           |           |
| Cilindrada                     | 845 cm³               | 845 cm³               | 1108 cm³             |           |           |           |           |           |           |           |           |           |           |           |           |
| Relación de compresión         | 8.0: 1                | 8.0: 1                | 9.5: 1               |           |           |           |           |           |           |           |           |           |           |           |           |
| Potencia máxima: CV (kW) @ rpm | 34 CV (25 kW) @ 5000  | 34 CV (25 kW) @ 5000  | 47 CV (35 kW) @ 5300 |           |           |           |           |           |           |           |           |           |           |           |           |
| Par máximo: Nm @ rpm           | 57 Nm @ 3000          | 57 Nm @ 3000          | 76 Nm @ 3000         |           |           |           |           |           |           |           |           |           |           |           |           |
| Tracción                       | Delantera             | Delantera             | Delantera            | Delantera | Delantera | Delantera | Delantera | Delantera | Delantera | Delantera | Delantera | Delantera | Delantera | Delantera | Delantera |
| Transmisión                    | Manual, 4 velocidades | Manual, 4 velocidades |                      |           |           |           |           |           |           |           |           |           |           |           |           |
| Peso                           | 750 kg                | 785 kg                | 820 kg               |           |           |           |           |           |           |           |           |           |           |           |           |
| Velocidad máxima               | 120 km/h              | 118 km/h              | 135 km/h             |           |           |           |           |           |           |           |           |           |           |           |           |
| Consumo combinado (L/100 km/h) | 6.9                   | 6.9                   | 7.5                  |           |           |           |           |           |           |           |           |           |           |           |           |

## El Renault 6 en Argentina
En 1969 IKA-Renault decidió iniciar la fabricación de este modelo en Argentina. Al principio de su fabricación montaba el conocido motor 1.100 de 1118cc, con las mismas relaciones de caja que las del R12 de motor 1300, equipando un carburador Solex 32idf, la dirección es más precisa que la de los R4 ya que se equipó otra caja de dirección y se aumentó el avance al perno para hacerla más autocentrante, la suspensión también fue revisada para disminuir el rolido de la misma.
Respecto a la índole estética, los faros delanteros son circulares y están ornamentados por aros de metal cromados al igual que la parrilla y los paragolpes en sus primeros años de fabricación. Las puertas delanteras poseen los cómodos derivabrisas, las ruedas llevaban tapacubos cromados, los faros de giro están montados sobre la carrocería por debajo de los faros principales. La caja de cambios tipo puente y su embrague monodisco seco dieron buenos resultados, siendo un punto destacable de este auto-utilitario, como también su capacidad de carga al rebatir el asiento trasero junto con su generoso portón trasero y lo mullida de su suspensión a partir de las barras de torsión en su suspensión independiente de cuatro ruedas.
A partir de 1971 se adoptan las rejillas de circulación de aire sobre el parlante trasero.
En 1978 se dio la única gran reestilización y se introdujeron cambios importantes en la mecánica mejorando el consumo y la aceleración. 
Respecto a la estética exterior, principalmente se eliminaron los ventiletes o derivabrisas de las puertas delanteras, cambiaron el color de fondo de los faros traseros de color cromado a color negro, los faros delanteros indicadores de giro y los de posición pasaron de estar debajo de los faros principales sobre la carrocería a estar integrados al paragolpes delantero, de forma similar como en el R12 (de hecho usa los mismos), agregaron la luz de retroceso en el paragolpes trasero, se cambió el diseño de los faros delanteros de redondos a cuadrangulares junto con la parrilla plástica y los aros de los faros, le agregaron un alerón frontal pintado de color negro junto con los cubre zócalos, los paragolpes y la línea central del portón trasero.
En el interior se cambió el volante por otro de un diseño diferente, los tapizados pasaron a ser en dos opciones solamente (beige o negro), se cambió el diseño de las manijas de los levantavidrios, se retocó levemente el diseño del torpedo, el tablero pasó a tener una fuente distinta de números,  el color de fondo pasó a ser azul y el color de las agujas cambió a naranja.
En lo referente a la mecánica, se revisaron los frenos y la suspensión para que no tuviera tanto rolido, se optó por un carburador Weber 28icf, se cambió la paleta fija comandado desde una polea del motor por un eje, a un electroventilador instalado en el radiador mismo que también se cambió por otro de mayor capacidad, se agregó un recipiente recuperador de agua, se modificó la relación de caja, se usaron motores de 1397cm³ bancada chica (M1400) de 1978 a 1982 y bancada grande (1.4 Junior) de 1982 a 1984. Y a lo largo de toda su fabricación usaron frenos a tambor en las 4 ruedas, adelante con doble cilindros y detrás simples.
El Renault 6 se fabricó en Argentina hasta enero de 1984. En total, se fabricaron 80.869 unidades en la planta de Santa Isabel, Córdoba.
Como curiosidades, destacan algunos datos técnicos como el que su motor se encuentra ubicado por detrás del eje delantero y muy cerca del cortafuegos, haciendo que sea un coche de tracción delantera con motor delantero central, también algo destacable es que la distancia entre ejes varía de un lado respecto al otro, eso se debe a que usa dos barras de torsión de forma transversal en el eje trasero, una para cada rueda (derecha 2.443, izquierda 2.395). Vale destacar que en algunas concesionarias, mayormente en regiones con elevaciones, se solía ofrecer la adaptación de frenos de tambor originales a frenos a discos derivados del R5 que se montaban en los últimos años de fabricación del R4, al R6, dando lugar a malentendidos respecto a frenos a discos montados en los últimos años de fabricación del 6 GTL. Y como última pero no menos importante, existieron unidades furgón de la última reestilización fabricadas por VEFRA y usadas solo por el personal de planta de Santa Isabel, en la provincia de Córdoba, solo se vendieron a particulares al ser rematadas al momento del cierre de VEFRA.

## El Renault 6 en España
En 1969, FASA Renault inició la producción del Renault 6 en España. El Renault 6 adaptado al mercado español, al contrario que la versión francesa (que disponía de un motor Ventoux, el mismo del Renault Dauphine), recibió el motor "Cléon-Fonte" de 956 cc, la misma motorización utilizada en el Renault 8, pero adaptada a la tracción delantera del Renault 6.
El Renault 6 TL fue la siguiente versión del modelo, que se realizó dentro del programa de puesta al día del Renault 6; su principal característica fue el aumento de cilindrada a 1037 cc al adaptar el motor que montaban los Renault 7 y 5 GTL. Este nuevo motor le confería mayor suavidad de marcha y una reducción del consumo que por aquel entonces empezaba a ser tenida en cuenta por los compradores. En el capítulo del confort la aparición de los cristales tintados y la sustitución del volante por uno con cuatro brazos le daban un toque de puesta al día, conforme a las necesidades que el mercado exigía.
En 1981 fue puesta a la venta una nueva versión del Renault 6, denominada Renault 6 GTL. La principal característica de esta versión fue el montaje del motor "Cléon-Fonte" en su versión de 1108 cc y baja compresión (45 cv DIN), tal como lo equipaba el Renault 5 TL contemporáneo.
Finalmente, el Renault 6 dejó de fabricarse en España en 1986, después de haberse construido 328.000 unidades tras dieciocho años de producción.

## El Renault 6 en Colombia
Un año después de iniciar operaciones con el Renault 4 en Colombia, SOFASA-Renault presentó en 1971 el Renault 6, un automóvil encaminado a una clientela más rigurosa, que buscaba un automóvil práctico, elegante y con una buena mecánica. El primer modelo correspondía al Renault 6 francés, en cuanto a su estética y motor (contaba con un motor de 1108 cc). Al igual que la versión francesa, poseía freno de disco delanteros, siendo así el primer automóvil de ensamble Colombiano con este mecanismo. Desde su lanzamiento, el R6 fue muy popular y recibió una gran acogida por parte del consumidor colombiano.
En 1976, el modelo sufre un cambio tanto exterior como interior, ya que el tradicional motor 1108 es cambiado por uno de 1300 cc, dándole así más potencia, además del cambio exterior, obedeciendo así al cambio de imagen del R6 a nivel mundial. Los faros circulares son reemplazados por otros de forma cuadrada, una nueva calandra aparece en la parte delantera y los pilotos posteriores son más grandes e incorporan unas pequeñas luces de marcha atrás. El Renault 6 debía competir hasta ese momento en el mercado local con el Simca 1000, el Dodge 1500, los Fiat 128 y Fiat 125, y también con sus hermanos el Renault 4 y el Renault 12.
Para 1982, el Renault 6 fue retocado en ciertos aspectos exteriores, para estar a tono con la competencia. Se ofreció un nuevo volante, nuevas tapicerías, y nuevas gamas de colores manteniéndose así hasta 1984. Se fabricaron 42500 unidades, 2000 de éstas fueron taxis, convirtiéndose así en otro símbolo de la industria automovilística colombiana.